# 道場親信
道場親信（日语：／，1967年2月17日—2016年9月14日） 是一名日本社会學家，專門為社會運動史。曾擔任和光大学教授。

## 經歷
出生於愛知縣西尾市，畢業於愛知縣立西尾高等学校，早稻田大學大学院文学研究科社会学専攻博士後期課程滿期退學。擔任早稻田大学文学部助手後、升任和光大学教員。後因膽管癌而去世。

## 研究
關心1920年代以来的日本社会科学思想，也積極研究1950年代各圈子的文化運動以及1970年代的市民・住民運動相關資料。
2000年前後、與宇野田尚哉、米谷匡史等人同為帝国与思想研究會的主要會員。
帶頭批判人類學著作『菊與刀』、提倡戰後日本作為「和平國家」的形象、並且在2005年出版著作『占領と平和』作為和平運動的檢討，深受矚目。

## 主要著書

### 單著
- 占領と平和 : 〈戦後〉という経験、青土社、2005年
- 抵抗の同時代史：軍事化とネオリベラリズムに抗して、人文書院、2008年
- 下丸子文化集団とその時代 ― 1950年代サークル文化運動の光芒、みすず書房、2016年10月25日[9]

### 共編著
- （大畑裕嗣、樋口直人、成元哲との共編著）社会運動の社会学、有斐閣（有斐閣選書）、2004年